# Palma (distrito de Moçambique)

Localização do distrito de Palma em Moçambique

Palma é um distrito da província de Cabo Delgado, em Moçambique, com sede na vila de Palma. Tem limite, a norte e noroeste com a Tanzânia através do rio Rovuma, a oeste com o distrito de Nangade, a sul com o distrito de Mocímboa da Praia e a leste está o Oceano Índico.
O distrito engloba várias ilhas que fazem parte do vasto arquipélago das Quirimbas, tais como: Metundo, Vamizi, Queramimbi, Rongui e Tecomaji. É também neste distrito que se situa o Cabo Delgado que dá o nome à província.
O distrito inclui também, no seu extremo nordeste, o "Triângulo de Quionga", um pequeno território na margem direita do rio Rovuma, na sua foz, que foi ocupado pelos alemães, instalados na sua colónia do Tanganhica, em 1894, dando-lhe total controlo da foz do Rovuma. Este território foi reocupado por forças portuguesas em 1916 e reintegrado oficialmente em Moçambique a 25 de Setembro de 1919, depois da derrota dos alemães na Primeira Guerra Mundial.
A região fica em uma área onde estão localizados projetos de processamento de gás natural liderados pela empresa francesa Total e estimados em US$ 60 bilhões.
Em 24 de março de 2021 um ataque de terroristas islâmicos à cidade de Palma, na província de Cabo Delgado, no norte de Moçambique, durante o qual foram assassinados dezenas de civis, entre os quais alguns estrangeiros, foi destaque na imprensa mundial. Desde 2017, combatentes de um grupo local que se dizem leais ao Estado Islâmico têm estado cada vez mais ativos no norte da província de Cabo Delgado, onde Palma está localizada, embora não seja claro se eles têm um objetivo unificado.

## Demografia
Em 2007, o Censo indicou uma população de 48 318. Com uma área de 3493  km², a densidade populacional chegava aos 13,83 habitantes por km².
De acordo com o Censo de 1997, o distrito tinha 42 182 habitantes, daqui resultando uma densidade populacional de 12,1 habitantes por km².

## Divisão administrativa
Até 1975 Palma constituiu uma circunscrição administrativa.
O distrito está dividido em quatro postos administrativos, Olumbe, Palma, Pundanhar e Quionga, compostos pelas seguintes oito localidades:
- Posto Administrativo de Olumbe:
  - Olumbe, e
  - Quissengue
- Posto Administrativo de Palma:
  - Mute, e
  - Palma
- Posto Administrativo de Pundanhar:
  - Nhica do Rovuma
  - Pundanhar
- Posto Administrativo de Quionga:
  - Quionga
  - Quirinde